# 투발루의 재외공관 목록

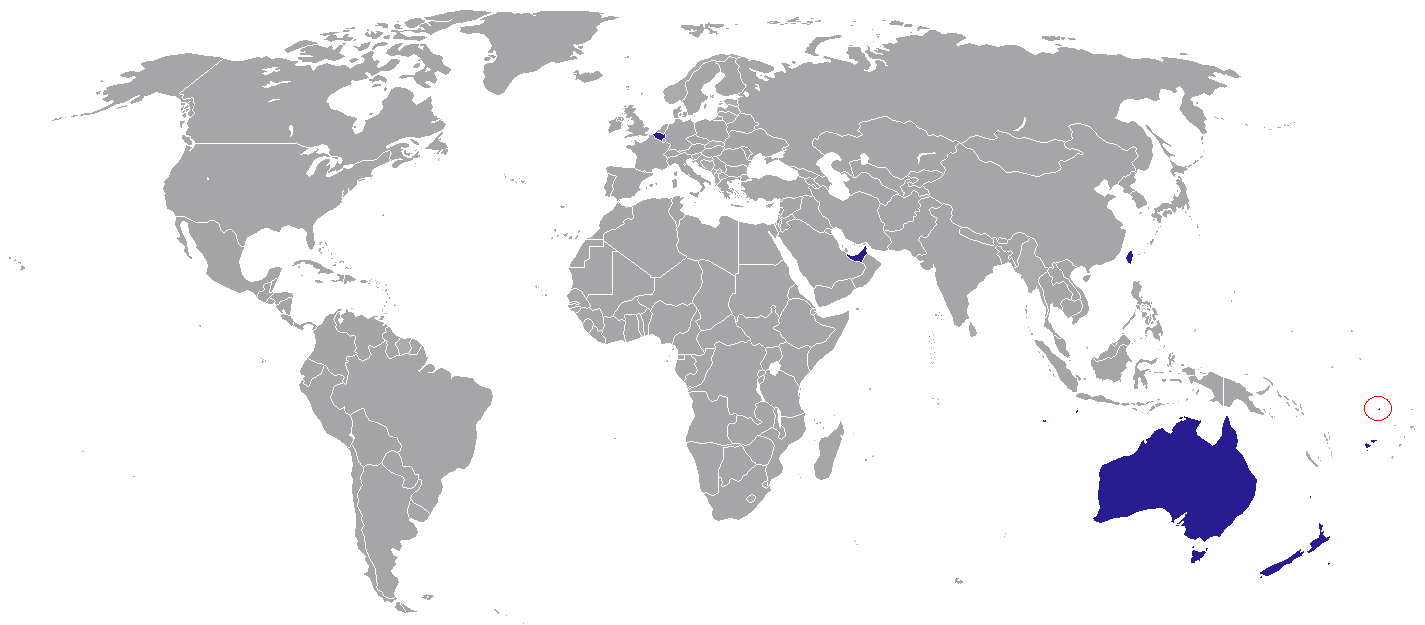
각국에 설치된 투발루의 재외공관들

투발루의 재외공관 목록은 투발루 주재 대사관과 고등판무관 사무소를 각국에 상주시켜 놓는 것을 의미하며, 투발루의 재외공관을 나열한 목록이다.

## 아시아·유럽
- 중화민국 : 타이베이시 (대사관)
- 벨기에 : 브뤼셀 (대사관)

## 오세아니아
- 피지 : 수바 (고등판무관 사무소)
- 뉴질랜드 : 웰링턴 (고등판무관 사무소)

## 대표부
- EU 투발루 정부 대표부 : 브뤼셀
- UN 투발루 정부 대표부 : 뉴욕

## 같이 보기
- 투발루 주재 외국공관 목록